# أوني موكوندان
أوني موكوندان هو ممثل هندي، ولد في 22 سبتمبر 1987 في الهند.

## وصلات خارجية
- أوني موكوندان على موقع IMDb (الإنجليزية)
- أوني موكوندان على موقع قاعدة بيانات الفيلم (الإنجليزية)